# Templo de Atenea (Aso)
El Templo de Atenea era un antiguo templo griego dedicado a Atenea en la ciudad de Aso en la región histórica de Tróade, en Asia Menor, en la actual Turquía. Estaba situado en la cima de la acrópolis de la ciudad. 

## Historia
Fue construido en la época arcaica alrededor del 540-530 a. C. Era de estilo dórico, y como tal es el único ejemplo conocido de templo dórico del período arcaico en toda Asia Menor, y pocos ejemplos del uso de este estilo en la región desde entonces. Al mismo tiempo, el templo tenía influencias del estilo jónico en su decoración.
Fue renovado varias veces en la antigüedad, la primera de ellas de forma exhaustiva, al parecer poco después de su finalización original, posiblemente como consecuencia de un terremoto. A finales del siglo XIX aún se conservaba en buen estado.
Aunque varios viajeros europeos visitaron Aso y reflejaron la existencia de antigüedades, el templo fue mencionado y descrito brevemente por primera vez a principios del siglo XIX por el inglés William Martin Leake.  Las primeras excavaciones sistemáticas tuvieron lugar entre 1881 y 1883 bajo la dirección del estadounidense Joseph Thacher Clarke. Los resultados de las excavaciones se publicaron en varios informes. Se realizaron excavaciones adicionales entre 1979 y 1987, publicadas en 2012.

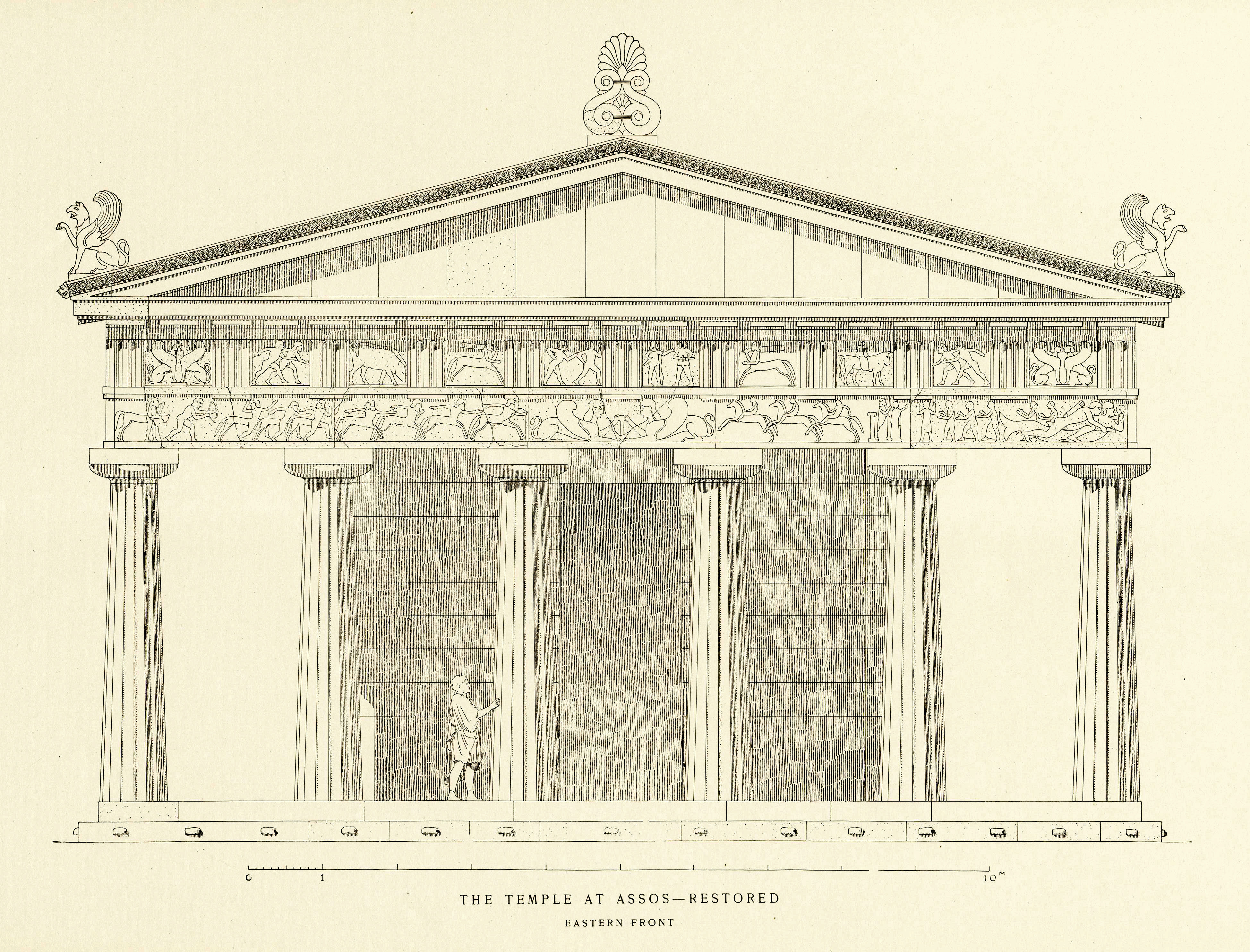
Dibujo ampliado del extremo oriental del templo..

## Descripción
Estaba situado en el punto más alto de la acrópolis de Aso, al norte del ágora. Era un templo períptero, con seis columnas en los lados cortos y trece en los lados largos de la peristasis. El crepidoma del templo tenía solo dos escalones, y la roca de la colina formaba parte de la eutinteria debajo del crepidoma. El estilóbato del templo medía aproximadamente 14 × 30,3 m. El edificio se construyó con la oscura andesita volcánica de la colina de la ciudad de Aso.

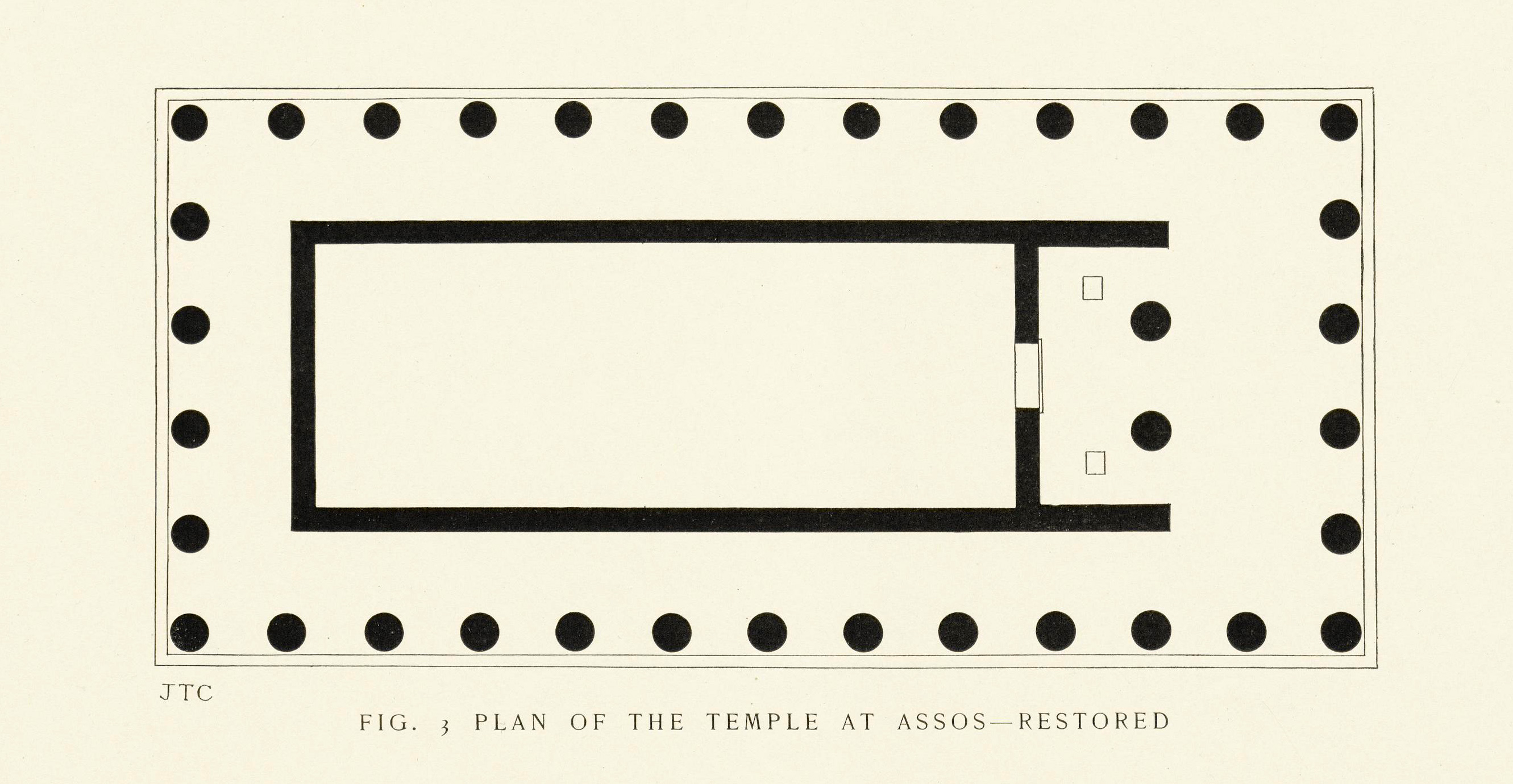
Planta del templo.

En el interior del templo había un pronaos con dos columnas (dístilo in antis) y una naos, pero no tenía opistodomos. El suelo de la naos estaba decorado con mosaicos del período helenístico.
El friso de los lados cortos del templo estaba decorado con metopas, con esfinges, centauros y Europa montando un toro. Se conservan ocho metopas, aunque algunas solo parcialmente. El arquitrabe también estaba decorada con esculturas, un rasgo más característico del estilo jónico. Entre las 15 piedras talladas que se conservan figuran Heracles y Tritón, Heracles y centauros, fiestas (posiblemente heracleas), esfinges y toros. Se han encontrado decoraciones al menos en el arquitrabe.
Las columnas tenían un diámetro inferior de 0,91 m y en su día medían unos 4,6 m de altura. Su distancia entre ejes era de 2,45 m en los lados largos y de 2,66 m en los frontales, por lo que los vanos de las esquinas se contrajeron a 2,55 m como única medida para resolver el conflicto de las esquinas dóricas. De los 36 capiteles dóricos originales se encontraron 32, que se dividían en varios grupos.
El tejado era de madera y estaba cubierto de tejas de terracota. Estaba decorado con ornamentos arquitectónicos, pero sólo se encontraron algunos de sus componentes. Solo se encontró una antefija de terracota, mientras que una cabeza de león podría proceder de una gárgola. Se halló un único fragmento del acroterio.
Los elementos decorativos del templo que se conservan se encuentran en el Museo del Louvre y en museos de Boston, Estambul y Çanakkale.